# Joanna Cole
Joanna Cole (Newark, 11 de agosto de 1944 – Sioux City, 12 de julho de 2020) foi uma escritora norte-americana de livros infantis. Ficou conhecida como a autora da série The Magic School Bus. Escreveu mais de 250 livros desde do primeiro, Cockroaches, até sua famosa série Magic School Bus, a qual foi ilustrada por Bruce Degen.

## Biografia
Cole nasceu em Newark, Nova Jérsia, e cresceu no subúrbio East Orange. Ela amava ciências quando criança e tinha uma professora que dizia ser um pouco parecida com a Srta. Frizzle, da série The Magic School Bus. A mesma frequentou a Universidade de Massachusetts e a Universidade de Indiana antes de se formar no City College de Nova Iorque, com bacharelado em psicologia. Depois de alguns cursos de pós-graduação, ela passou um ano como bibliotecária em uma escola primária no Brooklyn.
Cole tornou-se subsequentemente correspondente de cartas na Newsweek, depois editora do clube do livro SeeSaw, na Scholastic, e editora-chefe da Doubleday Books. Ela foi freelancer em 1980, escrevendo livros infantis e artigos para a revista Parents. O primeiro livro da série Magic School Bus foi escrito em 1985 e publicado no ano seguinte.
Sua série desfrutou de sucesso contínuo e vendeu milhões de cópias em vários idiomas. A parte mais recente da série é The Magic School Bus and the Climate Challenge (2010). Joanna Cole continuou a escrever livros sobre vários assuntos para várias idades, entre 2013 e 2015 escreveu a série Ready, Set, Dogs!, no qual estão incluídos os livros Hot Diggity Dogs, No Dogs Allowed e Teacher's Pets, com Stephanie Calmenson. Morou com o marido Philip em Norfolk.
Morreu no dia 12 de julho de 2020, aos 75 anos.

## Prêmios e indicações
| Ano  | Premiação                                       | Categoria           | Resultado | Ref.        |
| ---- | ----------------------------------------------- | ------------------- | --------- | ----------- |
| 1984 | Golden Kite Award                               | Não-ficção          | Venceu    | [ 6 ] [ 7 ] |
| 1989 | Washington Children's Choice Picture Book Award | Livro ilustrado     | Venceu    | [ 6 ] [ 7 ] |
| 1992 | Garden State Children's Book Award              | Não-ficção infantil | Venceu    | [ 6 ] [ 7 ] |
| 1995 | Garden State Children's Book Award              | Não-ficção infantil | Venceu    | [ 6 ] [ 7 ] |
| 1998 | Garden State Children's Book Award              | Não-ficção infantil | Venceu    | [ 6 ] [ 7 ] |
| 1999 | Garden State Children's Book Award              | Não-ficção infantil | Venceu    | [ 6 ] [ 7 ] |
| 2009 | Garden State Children's Book Award              | Não-ficção infantil | Venceu    | [ 6 ] [ 7 ] |